# Claudio Biaggio
Claudio Biaggio (født 2. juli 1967) er en tidligere argentinsk fodboldspiller.

## Argentinas fodboldlandshold
| Argentinas landshold | Argentinas landshold | Argentinas landshold |
| År                   | Kmp                  | Mål                  |
| -------------------- | -------------------- | -------------------- |
| 1995                 | 1                    | 0                    |
| Total                | 1                    | 0                    |